# 工藤めぐみ (ダンサー)
工藤 めぐみ（くどう めぐみ）は、日本の女性サンバダンサー。兵庫県・神戸市出身。身長168cm。リオのカーニバルに出場を続けるとともに、出身地である神戸まつりや浅草サンバカーニバルなど日本全国のサンバショーに出演する。

## 来歴
9歳の時、母親と一緒に、クラシックバレエとサンバを始める。
18歳の時ダンスインストラクターになり、19歳・大学1年の時、後期を休学、単身、リオデジャネイロにサンバ留学。
「G.R.E.S Tradicao(トラヂサォン)」「G.R.E.S Portela(ポルテーラ)」２チームのオーディションに合格。
2005年2月：パシスタとして、リオのカーニバルに初出場。
2008年秋：「G.R.E.S. Academicos do Salgueiro(サルゲイロ)」のパシスタに選ばれる。
2009年2月：チームは16年ぶりに優勝。同チーム日本人パシスタとして、初優勝。
2010、2011、2013、2114、2015年、2016年「サルゲイロ」のパシスタとして出場を続ける(＊2014年、2015年は、準優勝)
同チームの選抜メンバーで構成されるショーメンバーとしても日本人として唯一活動中。
帰国時は、活動拠点の神戸にてダンス教室「MEGUサンバダンス」を主催し、神戸のサンバチーム「BLOCO Feijao Preto(ブロコ フェジョンプレット)」のダンサーリーダーを務める。
神戸まつり、浅草サンバカーニバルを始め全国のサンバイベントに参加。
SMAPドームツアー・山下智久コンサートのサンババックダンサーとしても出演。
サンバコンテスト「サンバフェスタKOBE」では2008年に最優秀賞を受賞。そして2009年、2010年、2011年、2012年(2013年は悪天候により中止)2014年と続けて最優秀賞を受賞。
2016年8月　リオ・デ・ジャネイロオリンピック開会式・閉会式にダンサーとして出演。
オリンピック期間中に同地で開催された「TOKYO2020　JAPAN HOUSE」、「TOHOKU ＆ TOKYO in RIO」でサンバを披露。TOHOKU ＆ TOKYO in RIO」ではフェジョンプレットのダンサーメンバーと共演。リオで日本人だけのチームがサンバショーを行うのは史上初。
2017年、2020年もサンバの修行のため渡伯、サルゲイロのパシスタとしてリオのカーニバルへの出場を続けている。

## 主な出演

### TV

#### 2016年
- NHK「サンデースポーツ」リオ五輪特集
- TBS「情熱大陸」　(2016年2月28日)
- 日本テレビ 「ナカイの窓」
- 日本テレビ「スッキリ!!」
- フジテレビ「みんなのニュース」
- フジテレビ「めざましテレビ」
- TBS「白熱ライブ ビビット」
- 読売テレビ「情報ライブ ミヤネ屋」
- NHK「ニュースウオッチ9」
- TBS「新・情報７daysニュースキャスター」
- テレビ東京「ウィークリーハイライト」
- 毎日放送「ちちんぷいぷい」

#### 2019年
- テレビ朝日系「題名のない音楽会」

#### 2020年
- MBS／TBS系「林先生の初耳学スペシャル」

### イベント

#### 2016年
- 東京オリンピック・パラリンピック教育推進指定校 講演会
- リオデジャネイロ・オリンピック開会式(2016年8月5日)
- 東京オリンピック組織委員会(東京都)「TOHOKU&TOKYO in Rio」(2016年8月18日)

### WEBメディア

#### 2015年
- cieeclub（Seven Seas Storiesに再掲載）

#### 2016年
- クーリエ・ジャポン[2]
- cieeclub（Seven Seas Storiesに再掲載）

#### 2019
- ニコニコニュース